# Menjagrà de Caquetá
El menjagrà de Caquetá (Sporophila murallae) és un ocell de la família dels tràupids (Thraupidae) actualment considerat una subespècie de Sporophila americana.

## Hàbitat i distribució
Habita zones de bosc a Colòmbia.